# Cod ATC J07
Codul ATC J07 Vaccinuri este o parte a sistemului de clasificare anatomică, terapeutică și chimică a medicamentelor, un sistem dezvoltat de către Organizația Mondială a Sănătății (OMS) pentru clasificarea medicamentelor și a altor produse medicinale. Subgrupul J07 este o parte a grupului J Antiinfecțioase de uz sistemic.